# Michail Zemtsov
Michail Grigorjevitj Zemtsov (ryska: Михаи́л Григо́рьевич Земцо́в), född 1686 i Moskva, död 1743, var en rysk arkitekt.
Zemtsov studerade vid Armory i Moskva, men flyttade 1709 till Sankt Petersburg för att läsa italienska. Mellan 1720 och 1722 arbetade han som lärling och assistent under Nicola Michetti i Reval (nuv. Tallinn), där de arbetade med Katharinenthals slott (nuv. Kadriorgpalatset).
År 1723 reste han på uppdrag till Stockholm. Från 1723 arbetade Zemtsov i Sankt Petersburg i domstolskommissionen. 
1724 fick Zemtsov titulera sig som arkitekt. Från 1741 arbetade han under kejsarinnan Elisabeth I.